# Marssonopora uncifera
Marssonopora uncifera är en mossdjursart som beskrevs av Canu och Bassler 1928. Marssonopora uncifera ingår i släktet Marssonopora och familjen Calloporidae.
Artens utbredningsområde är Mexikanska golfen. Inga underarter finns listade i Catalogue of Life.